# Åkerbysjön
Åkerbysjön är en sjö i Tierps kommun i Uppland och ingår i Forsmarksåns huvudavrinningsområde. Sjön är 2,2 meter djup, har en yta på 1,17 kvadratkilometer och befinner sig 27 meter över havet. Sjön avvattnas av vattendraget Forsmarksån (Nybroån). Vid provfiske har bland annat abborre, björkna, braxen och gers fångats i sjön.

## Delavrinningsområde
Åkerbysjön ingår i det delavrinningsområde (669684-161148) som SMHI kallar för Utloppet av Åkerbysjön. Medelhöjden är 34 meter över havet och ytan är 13,04 kvadratkilometer. Räknas de 6 avrinningsområdena uppströms in blir den ackumulerade arean 120,02 kvadratkilometer. Avrinningsområdets utflöde Forsmarksån (Nybroån) mynnar i havet. Avrinningsområdet består mestadels av skog (71 procent) och sankmarker (14 procent). Avrinningsområdet har 0,98 kvadratkilometer vattenytor vilket ger det en sjöprocent på 7,5 procent.

## Fisk
Vid provfiske har följande fisk fångats i sjön:
- Abborre
- Björkna
- Braxen
- Gärs
- Mört
- Sarv
- Sutare